# UFC 264
UFC 264: Poirier vs. McGregor 3 è stato un evento di arti marziali miste tenuto dalla Ultimate Fighting Championship il 10 luglio 2021 alla T-Mobile Arena di Las Vegas, negli Stati Uniti.

## Risultati
|                  | Divisione               |                    |                 |                  | Metodo                                      | Round           | Tempo           | Premio          |
| Card Principale  | Card Principale         | Card Principale    | Card Principale | Card Principale  | Card Principale                             | Card Principale | Card Principale | Card Principale |
| ---------------- | ----------------------- | ------------------ | --------------- | ---------------- | ------------------------------------------- | --------------- | --------------- | --------------- |
|                  | Pesi leggeri            | Dustin Poirier     | batte           | Conor McGregor   | KO tecnico (stop medico)                    | 1               | 5:00            |                 |
|                  | Pesi welter             | Gilbert Burns      | batte           | Stephen Thompson | Decisione unanime (29–28, 29–28, 29–28)     | 3               | 5:00            |                 |
|                  | Pesi massimi            | Tai Tuivasa        | batte           | Greg Hardy       | KO (pugni)                                  | 1               | 1:07            | POTN            |
|                  | Catchweight (139.5 lbs) | Irene Aldana       | batte           | Yana Kunitskaya  | KO tecnico (pugni)                          | 1               | 4:35            |                 |
|                  | Pesi gallo              | Sean O'Malley      | batte           | Kris Moutinho    | KO tecnico (pugni)                          | 3               | 4:33            | FOTN            |
| Card Preliminare |                         |                    |                 |                  |                                             |                 |                 |                 |
|                  | Pesi welter             | Max Griffin        | batte           | Carlos Condit    | Decisione unanime (29–28, 29–28, 30–27)     | 3               | 5:00            |                 |
|                  | Pesi welter             | Michel Pereira     | batte           | Niko Price       | Decisione unanime (29–28, 29–28, 29–28)     | 3               | 5:00            |                 |
|                  | Pesi piuma              | Ilia Topuria       | batte           | Ryan Hall        | KO (pugni)                                  | 1               | 4:47            |                 |
|                  | Pesi medi               | Dricus Du Plessis  | batte           | Trevin Giles     | KO (pugni)                                  | 2               | 1:41            | POTN            |
|                  | Pesi mosca femminili    | Jennifer Maia      | batte           | Jessica Eye      | Decisione unanime (29–28, 29–28, 30–27)     | 3               | 5:00            |                 |
|                  | Pesi medi               | Brad Tavares       | batte           | Omari Akhmedov   | Decisione non unanime (28–29, 29–28, 29–28) | 3               | 5:00            |                 |
|                  | Pesi medi               | Zhalgas Zhumagulov | batte           | Jerome Rivera    | Sottomissione (guillotine choke)            | 1               | 2:02            |                 |

## Premi
I lottatori premiati ricevettero un bonus di 75.000 dollari.
Legenda:
- FOTN: Fight of the Night (vengono premiati entrambi gli atleti per il miglior incontro dell'evento)
- POTN: Performance of the Night (viene premiato il vincitore per la migliore performance dell'evento)